# Pyramide d'Amenemhat II
La pyramide d'Amenemhat II (1929-1895 AEC), au Moyen Empire, est située dans la zone des pyramides de Dahchour. Également appelée « pyramide blanche » en raison de son parement de calcaire, elle est de type à face lisse.
Le monument a été fouillé en 1894 et 1895 par Jacques de Morgan. Le complexe est fortement ruiné et il ne reste rien ou presque de la pyramide. Seuls subsistent une partie du couloir d'accès dont l'entrée était située au nord et les appartements souterrains. L'enceinte et le temple funéraire ont laissé quelques traces mais le temple de la vallée n'a jamais été retrouvé.

## Architecture

### Le complexe funéraire

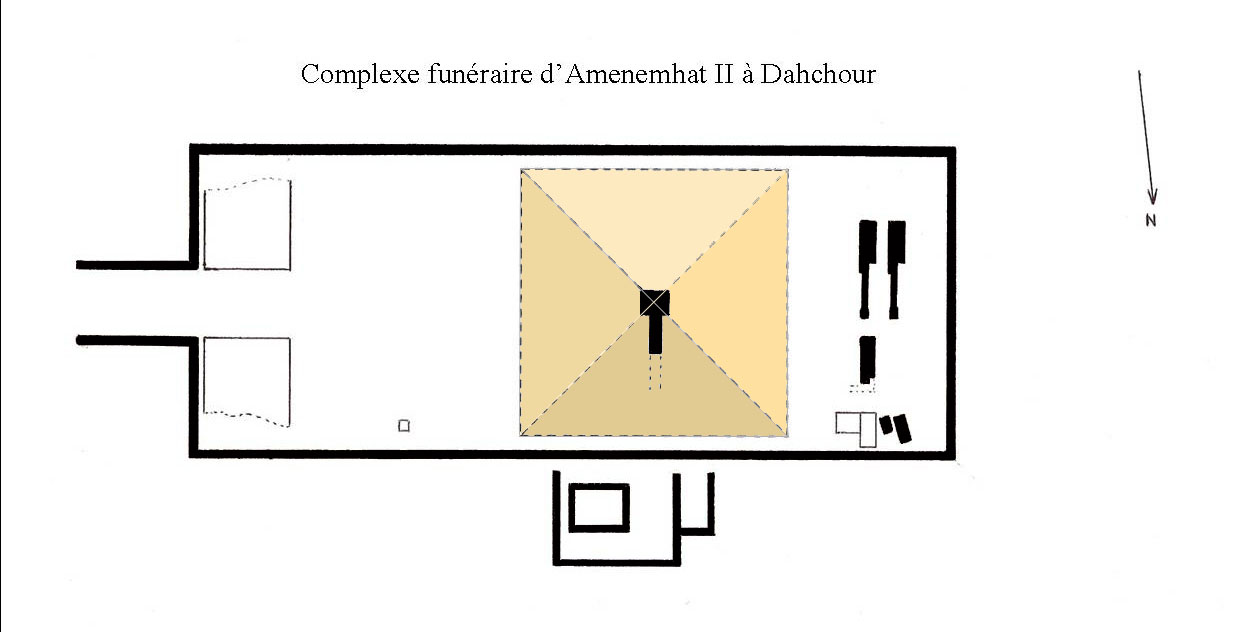
Plan du complexe funéraire d'Amenemhat II (dessin : Franck Monnier).

L'enceinte du complexe est longue de 225 mètres et large de cent mètres et fut sans doute, comme le suggère l'égyptologue Dieter Arnold, une enceinte à redans. L'avenue qui reliait le temple funéraire au temple de la vallée était large de plus de vingt mètres. Le temple de la vallée n'est pas localisé et il ne reste du temple funéraire que des décombres ne permettant pas d'en dresser un plan.
La nécropole des hauts fonctionnaires de la cour d'Amenemhat II se situe au sud du complexe, au bord de la vallée. Les nombreuses sépultures que l'on trouve autour ou à l'intérieur de l'enceinte ne sont pas contemporaines du roi et datent des IIIe et IVe dynasties ou sont postérieures au règne d'Amenemhat II (tombes des princesses Ita, Itaoueret et Sithathormeret).

### La pyramide

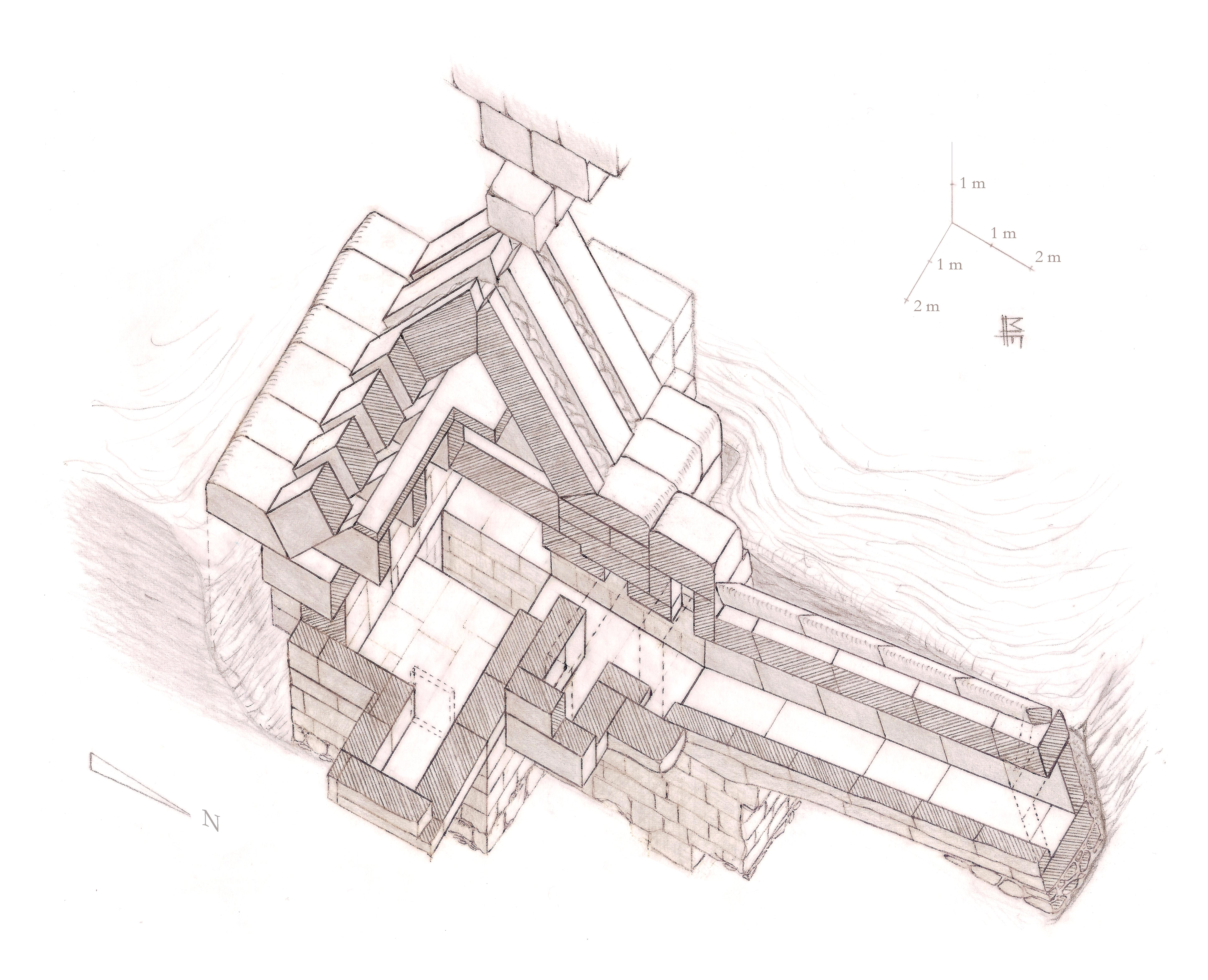
Appartements funéraires de la pyramide d'Amenemhat II, Ier niveau et système de couverture (dessin : Franck Monnier).

Il ne reste de la pyramide qu'une butte de débris avec, en son centre, une excavation creusée par les ouvriers de Jacques de Morgan qui leur a permis de découvrir la chambre sépulcrale.
L'entrée était située, jadis, sur la face nord de la pyramide et l'on pouvait pénétrer dans le tombeau par un couloir descendant qui conduit encore aujourd'hui aux appartements funéraires intacts.
La maçonnerie de la pyramide était composée de murs de soutènement en pierres de calcaire rayonnant à partir du centre. Croisés, ces murs formaient des compartiments que les anciens égyptiens remplissaient d'abord de sables et de débris, et ensuite de lits superposés de briques. La pyramide était enfin revêtue de pierres de calcaire soigneusement taillées.
Selon l'égyptologue Rainer Stadelmann, les pierres du parement de la pyramide d'Amenemhat II proviennent de la pyramide rhomboïdale de Snéfrou à Dahchour.

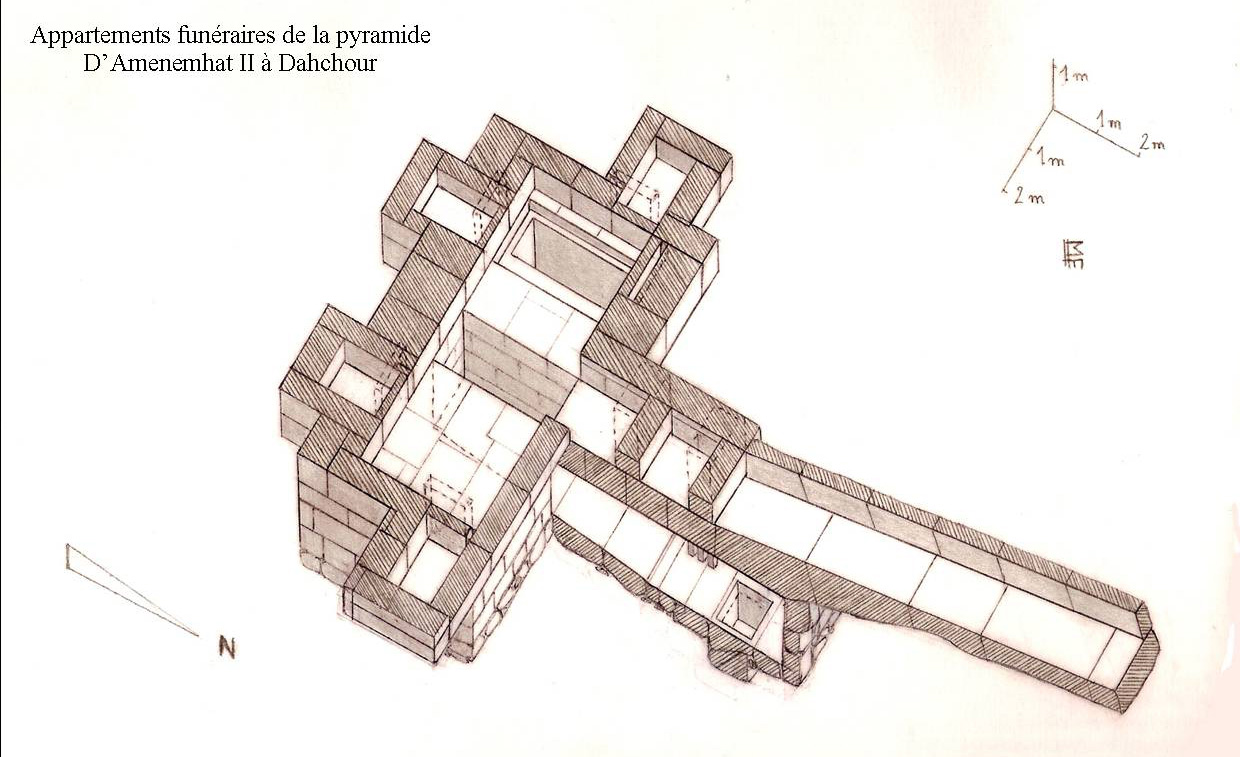
Appartements funéraires.
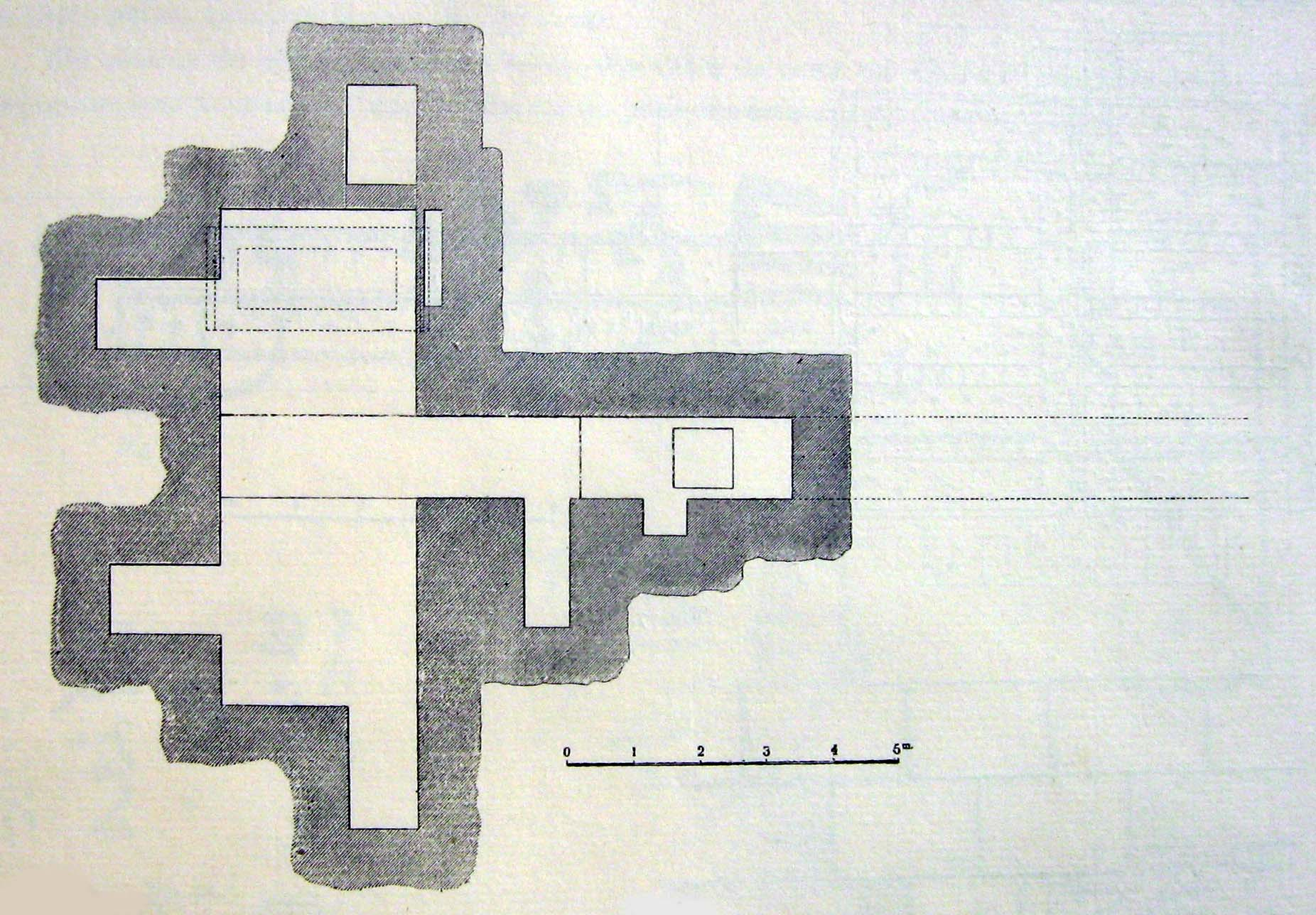
Plan des appartements funéraires.
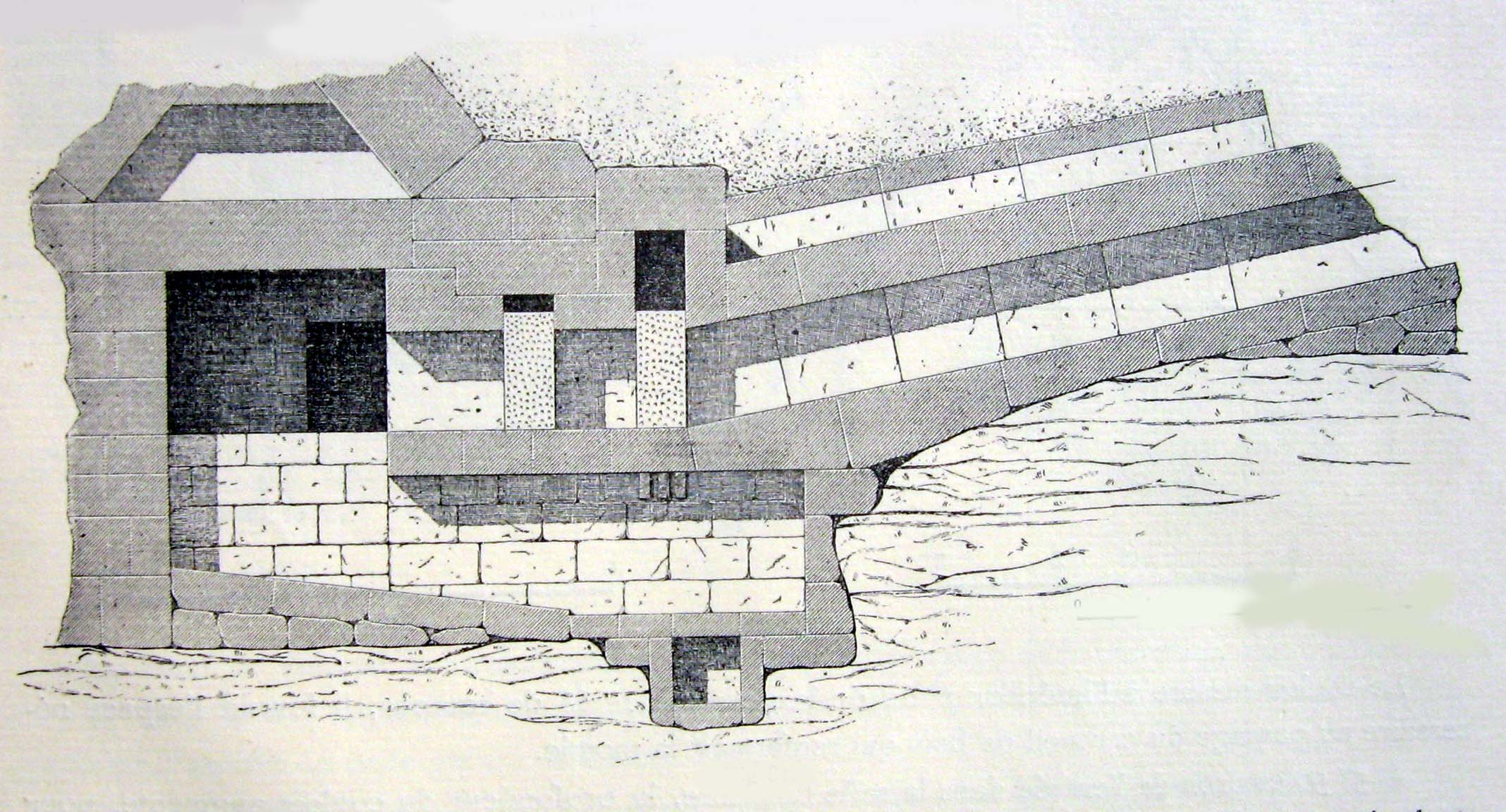
Coupe 1.
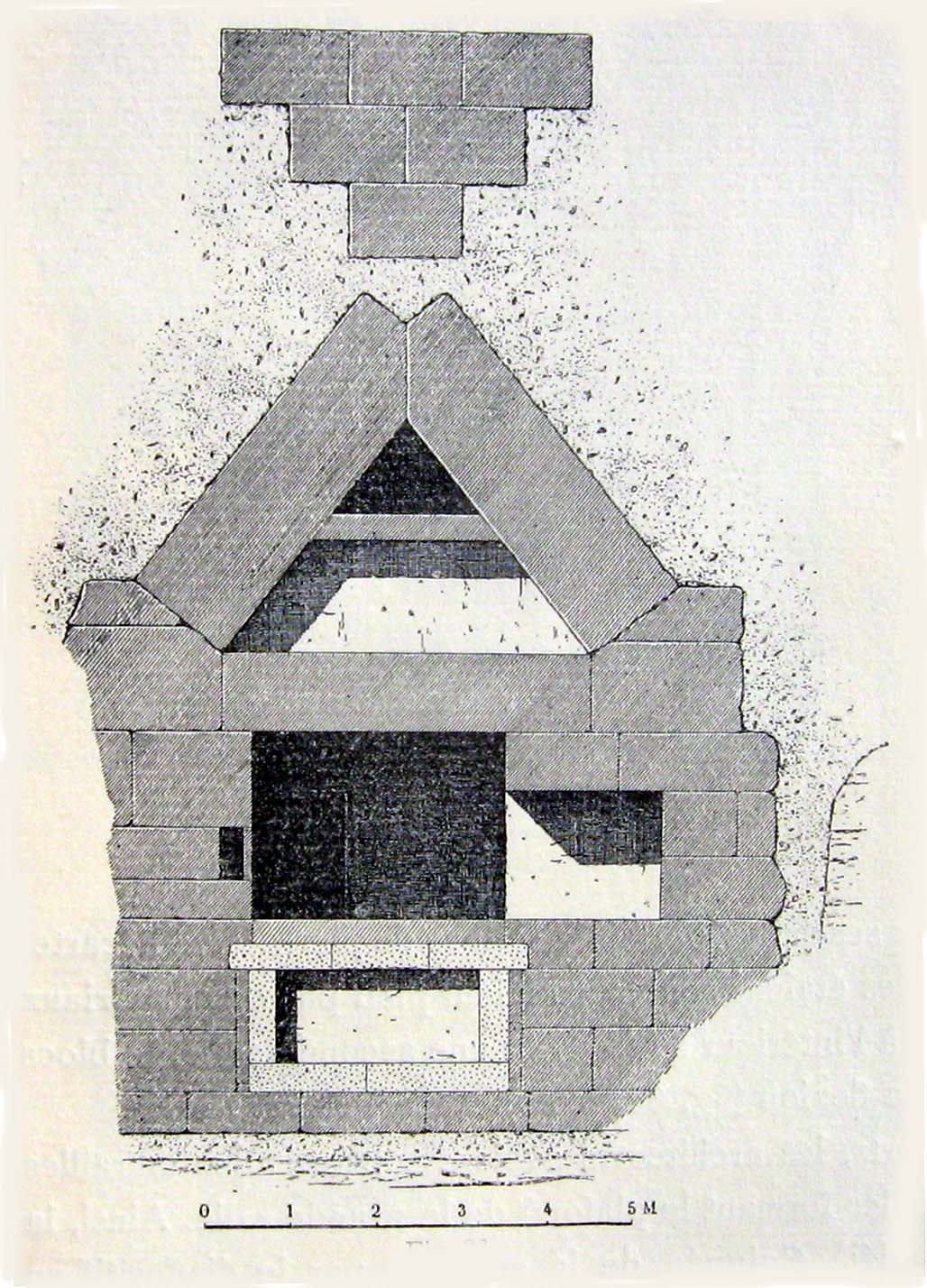
Coupe 2.
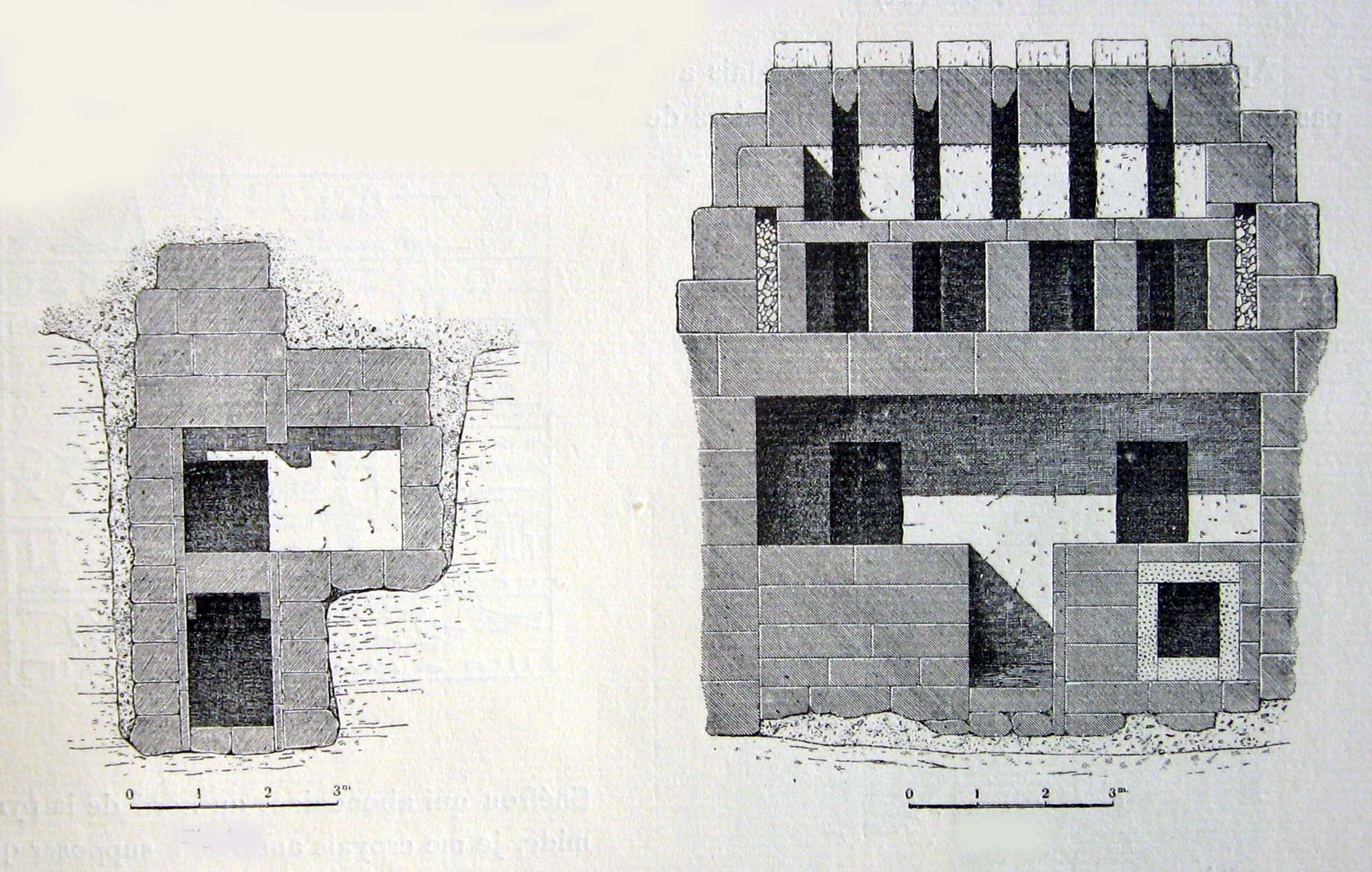
Coupe 3.
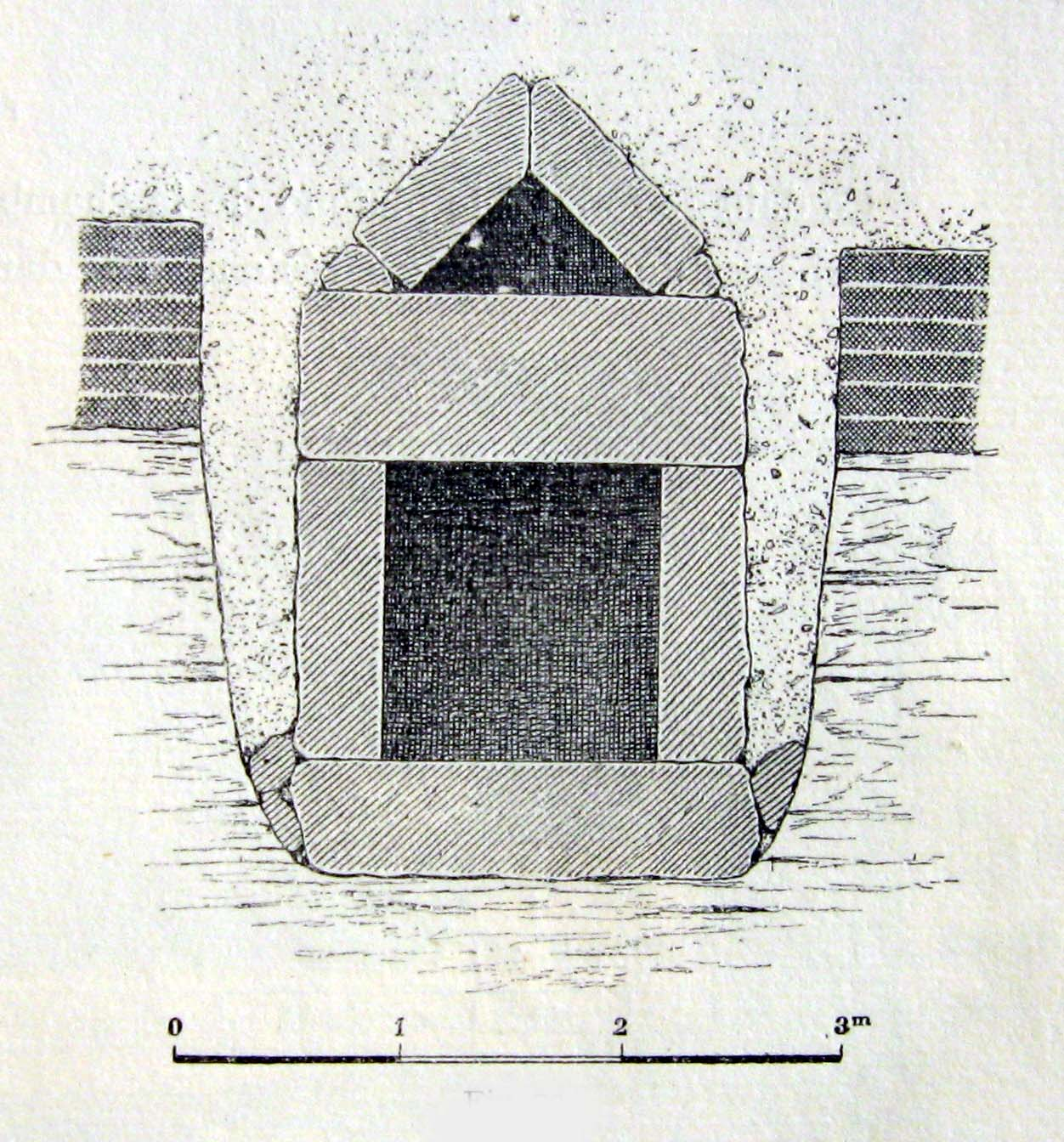
Coupe 4.
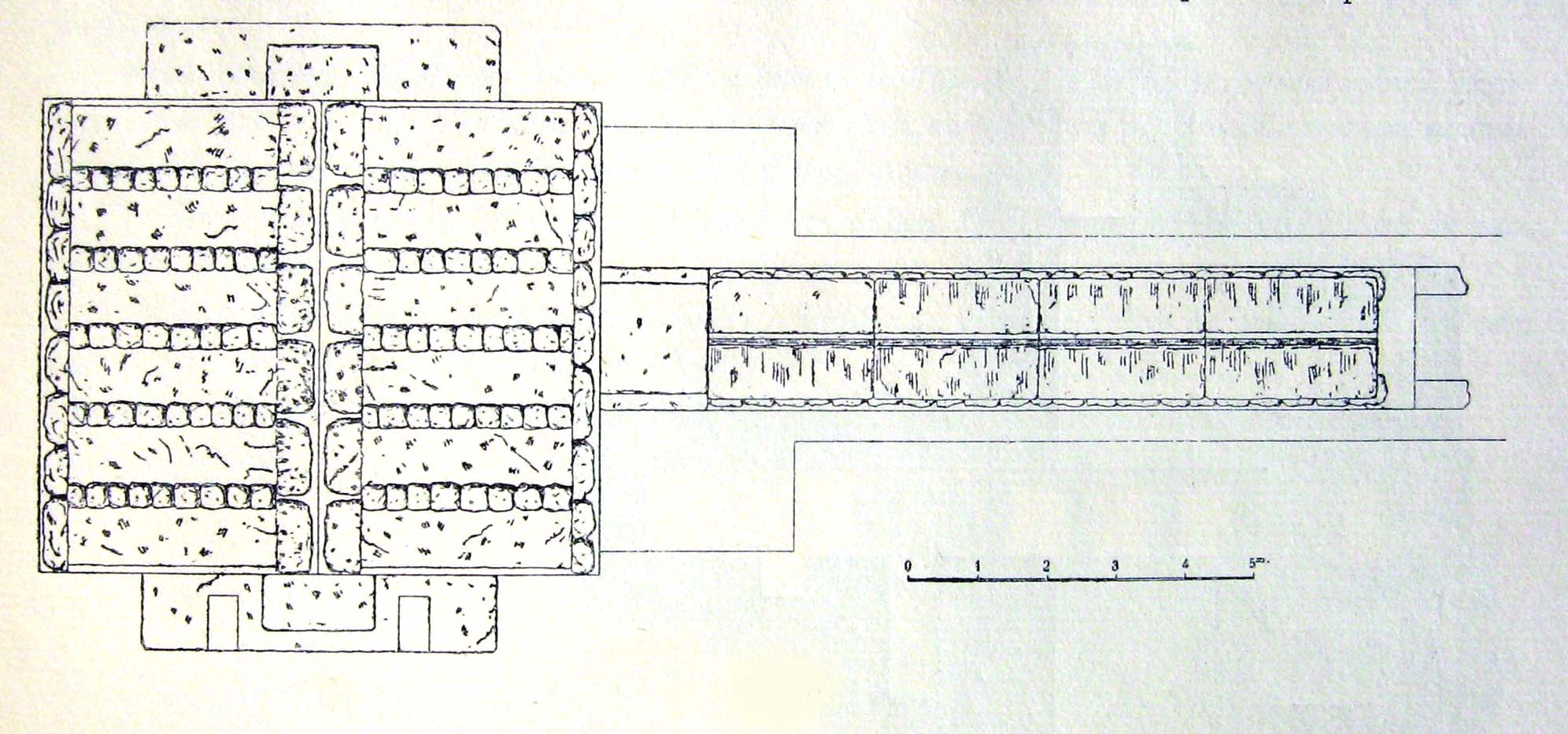
Couverture des appartements funéraires.
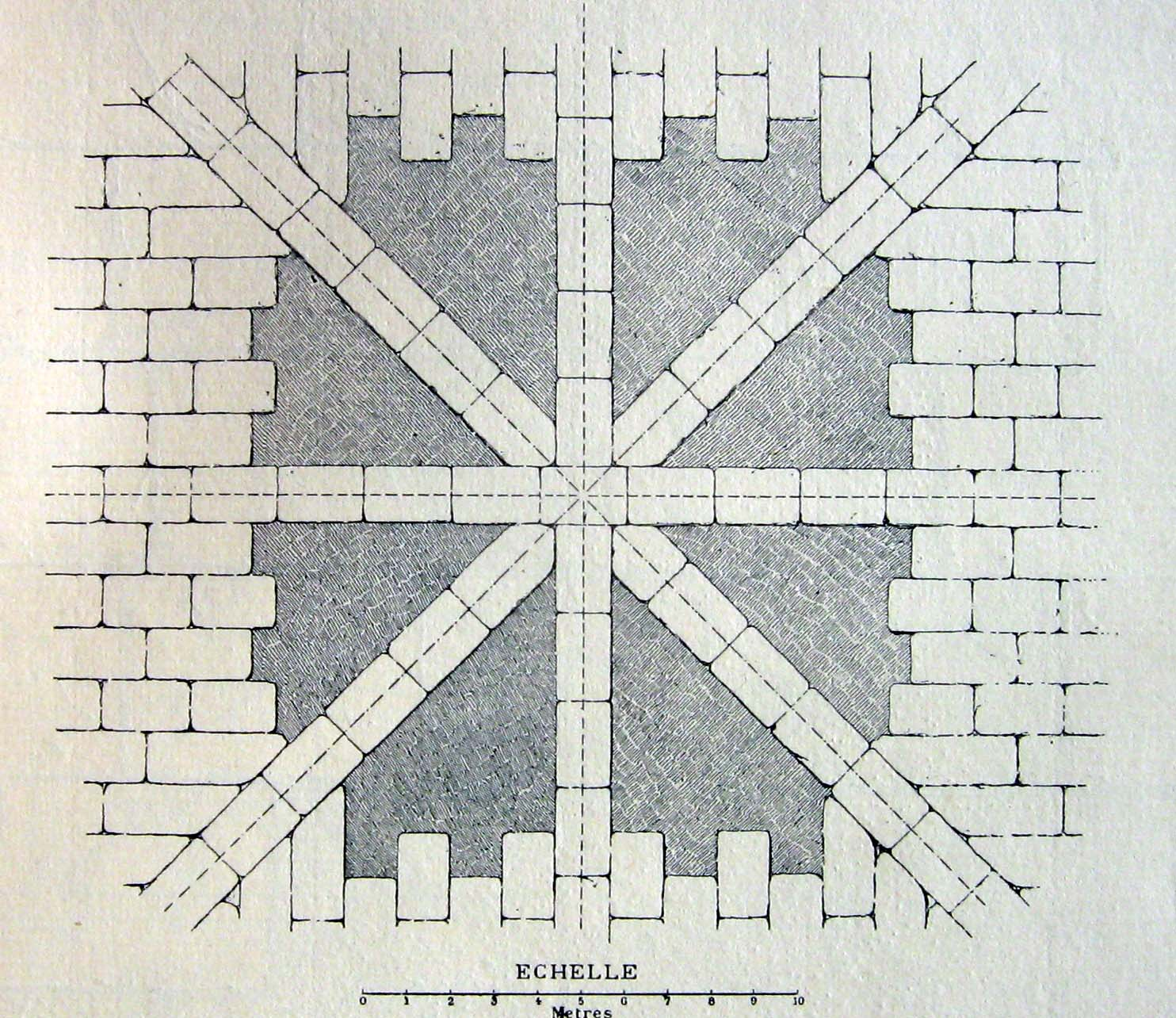
Maçonnerie armée de la pyramide.

### Particularités du complexe funéraire
- Les murs de soutènement situés dans le massif de la pyramide,
- Le système de voûtes en chevrons (en A),
- les quatre niches originellement dissimulées et situées dans la chambre funéraire,
- la cachette dissimulée sous le niveau de la chambre funéraire servant, très probablement, de coffre à canopes.
- les corbeaux en diorites situés sous le niveau des herses.